# ویلگرین (کلرادو)
ویلگرین (به انگلیسی: Villegreen) یک منطقهٔ مسکونی در ایالات متحده آمریکا است که در شهرستان لاس انیماس، کلرادو واقع شده‌است. ویلگرین ۱٬۷۲۰ متر بالاتر از سطح دریا واقع شده‌است.